# Фельберт, Фёдор Васильевич
Фёдор Васильевич Фельберт (укр. Федір Васильович Фельберт; 14 (27) декабря 1901 — 16 марта 1969) — советский деятель сельского хозяйства. Участник Гражданской войны в России, позже работал на руководящих должностях на предприятиях сельского хозяйства, в частности директором свеклосовхоза «Фёдоровский» в Великобурлукском районе Харьковской области в 1943—1956 годах. Герой Социалистического Труда.

## Биография

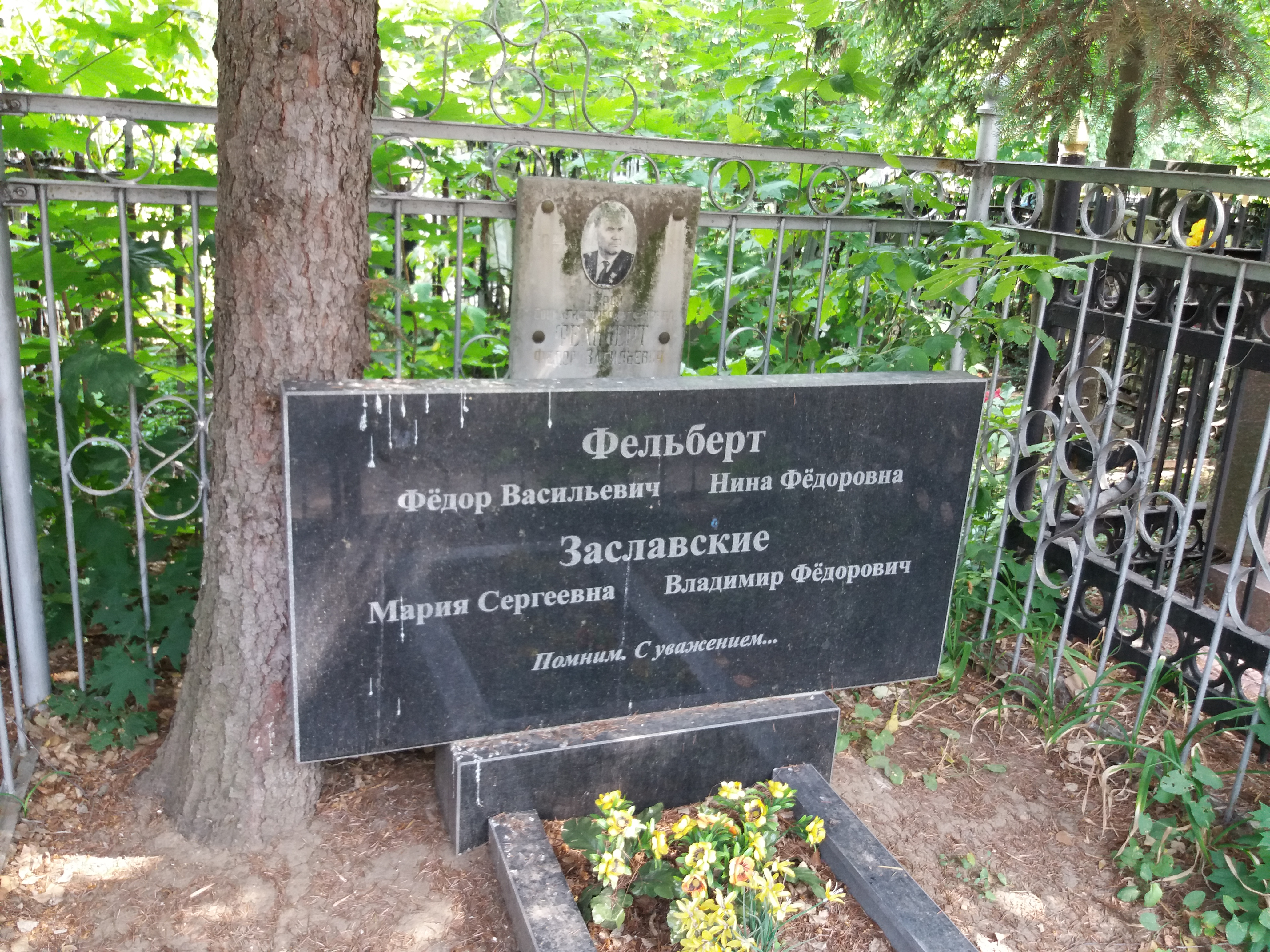
Могила Фёдора Фальберта на Втором городском кладбище Харькова

Фёдор Фельберт родился 14 (27) декабря 1901 года в уездном городе Кустанай Тургайской области. По национальности русский. Трудовую деятельность начал в 1912 году. В семнадцатилетнем возрасте был призван в ряды Красной Армии, в составе которой участвовал в Гражданской войне в России. 20 сентября 1920 года был награждён именным оружием за отличную службу.
Демобилизовался в 1923 году и начал работать на Харьковском мясном комбинате. В следующем году вступил в ВКП (б). В 1930 году был назначен заместителем директора Харьковской конной базы «Добробут». Через семь лет стал директором совхоза «Решающий» в Змиевском районе Харьковской области. После начала Великой Отечественной войны, вместе с совхозом, был эвакуирован в Камышинский район Сталинградской области.
После освобождения Великобурлукского района от немецкой оккупации был назначен директором свеклосовхоза «Фёдоровский», главная усадьба которого находилась в посёлке Фёдоровка. В 1947 году свеклосовхоз собрал большое количество зерновых культур. Особенно большие показатели были в заготовке пшеницы, которой было собрано 35 центнеров зерна с гектара на общей площади в восемьдесят гектаров.
За «получение высоких урожаев пшеницы, ржи и сахарной свёклы при выполнении совхозами плана сдачи государству сельскохозяйственных продуктов в 1947 году и обеспеченности семенами зерновых культур для весеннего сева 1948 года» Президиум Верховного совета СССР указом от 30 апреля 1948 года присвоил Фёдору Фельберту звание Героя Социалистического Труда с вручением ордена Ленина и медали «Серп и Молот». Кроме директора, звание героя получили ещё семь рабочих свеклосовхоза, это был бригадир полевой бригады Прокофий Коленько, старший механик Трофим Скрынник и звеньевые: Мария Лоткова, Александра Сичкарёва, Мария Чернецкая, Екатерина Шибанова и Евдокия Шевченко.
Фёдор Фельберт всего проработал в должности директора свеклосовхоза «Фёдоровский» тринадцать лет. Он умер 16 марта 1969 года и был похоронен на Втором городском кладбище Харькова. Решением исполнительного комитета Харьковского областного совета народных депутатов № 13 от 12 января 1981 года могила Федора Фельберта получила статус памятника истории местного значения с охранным номером 1574. Решением Харьковского областного исполнительного комитета № 532 от 21 декабря 1987 года была установлена охранная зона памятника в 50 метров.

## Награды
- Герой Социалистического Труда (30.04.1948)[3]
- медаль «Серп и Молот» (30.04.1948)[3]
- орден Ленина (30.04.1948)[3]
- именное оружие (20.09.1920)[1]
- медали

### Комментарии
1. ↑  Некоторые источники называют её Марией Лобановой.